# 宇文丘
宇文丘（512年—572年3月12日），字胡奴，代人，西魏、北周官员。

## 生平
宇文丘以襄威将军、奉朝请、都督为起家官，获赐爵临邑县子，略微升任辅国将军、大都督。因为参与哥哥宇文盛告发赵贵的谋划，出任车骑大将军、仪同三司，进爵安义县侯，食邑一千户。宇文丘又加骠骑大将军、开府仪同三司，进爵为公，出任咸阳郡太守，升任汾州刺史，入朝出任左宫伯，进位大将军。宇文丘又外任延绥丹三州三防诸军事、延州刺史，转任凉甘瓜三州诸军事、凉州刺史。天和六年五月丙寅（571年6月27日），宇文丘加柱国。天和七年二月乙酉（572年3月12日），宇文丘去世，虚岁六十，朝廷赠予柱国、宜鄜等州刺史，儿子宇文陇继承爵位。

## 家庭

### 曾祖
- 宇文伊兴敦，北魏沃野镇军主

### 祖父
- 宇文长寿，北魏沃野镇军主

### 父亲
- 宇文文孤，北魏沃野镇军主

### 兄弟
- 宇文盛，北周上柱国、忠城襄穆公